# Bazilica Nașterea Sfintei Fecioare Maria de la Mariazell
Bazilica Nașterea Sfintei Fecioare Maria de la Mariazell (în germană Mariazell Basilica sau Basilica Mariä Geburt) este o bazilică mariană din orășelul Mariazell, Austria. Ea este cea mai importantă destinație de pelerinaj din Austria și unul dintre cele mai vizitate sanctuare din Europa, alături de Fatima, Lourdes, Loretto, Altötting și Czestochowa. Biserica adăpostește o mică statuie din lemn a Fecioarei Maria, frumos înveșmântată.

## Fondarea sanctuarului marian
Teritoriul din jurul actualului orășel Mariazell a fost donat mănăstirii Sankt Lambrecht în jurul anului 1103, iar călugării de acolo au construit chilii. Potrivit legendelor, ziua fondatoare a schitului Maria Zell este 21 decembrie 1157, dar prima sa atestare documentară datează din 1243. Călugărul Magnus este considerat ca fondator al sanctuarului, el fiind trimis de superiorul său de la mănăstirea Sankt Lambrecht pentru a predica evanghelia în aceste locuri. Magnus a ajuns în anul 1157 pe valea râului Salza din partea de nord a Stiriei (la 143 km nord de Graz), construind o capelă în care a amplasat o statuie din lemn de tei a Fecioarei Maria, pe care o sculptase el însuși. Localitatea a primit numele de Mariazell, care se traduce „chilia Mariei”. În 1266 a fost ridicat un altar dedicat Maicii Domnului.

## Sanctuarul actual

### Bazilica mariană
În anul 1344 localitatea Mariazell a fost ridicată la statutul de oraș. Regele Ludovic I al Ungariei a construit aici o biserică în anul 1363, după o victorie împotriva Imperiului Otoman. Edificiul era clădit în stil gotic, cu o turlă înaltă de 90 m și un portal cu ogivă. Două incendii au produs bisericii avarii însemnate în 1420 și 1474. Clădirea bisericii a fost ulterior lărgită și refăcută în perioada 1644-1683 în stil baroc, după planurile arhitectului italian Domenico Sciassia. Au fost construite două turnuri în stil baroc ce au încadrat vechiul turn gotic, nava a fost prelungită și extinsă și a fost adăugată o cupolă pe latura de est. Altarul mare, consacrat în 1704, a fost proiectat de Johann Bernhard Fischer von Erlach.
Cele douăsprezece capele laterale conțin fiecare un altar baroc. Stucaturile de ipsos ale galeriei orgii și consola orgii au fost realizate de sculptorul vienez Johann Wagner în 1740.
În fața intrării principale sunt două statui de plumb de dimensiuni reale realizate de Balthasar Moll în 1757. În partea stângă este statuia regelui Ludovic I al Ungariei și în partea dreaptă este statuia lui Heinrich, Margraf al Moraviei.
În 1907 biserica sanctuarului marian de la Mariazell a fost ridicată la rangul de basilica minor.
Edificiul a trecut în perioada 1992-2007 printr-o restaurare generală, fiind vizitat în septembrie 2007, după terminarea lucrărilor, de papa Benedict al XVI-lea.

### Capela Harului și statuia Maicii Domnului

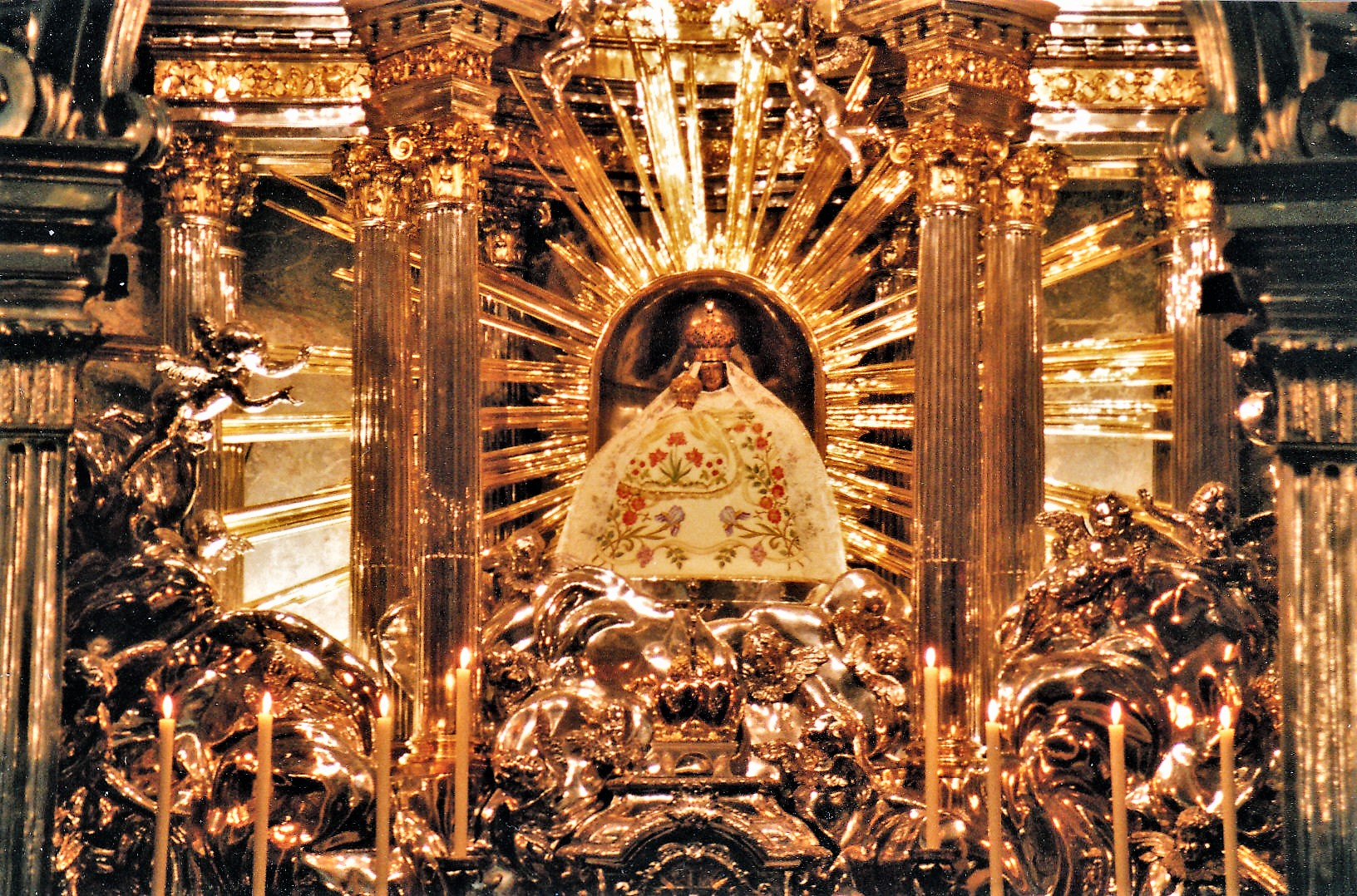
Maica Domnului de la Zell

Capela Harului („Gnadenkapelle”) formează partea veche a clădirii și se află pe locul primei chilii. Aici se află statuia Sfintei Fecioare Maria numită „Magna Mater Austriae” (Marea Maică a Austriei), sculptată în lemn din tei și înaltă de 48 cm. Statueta este îmbrăcată într-un veșmânt împodobit cu obiecte de argint și alte materiale prețioase, fiind cel mai venerat obiect al bazilicii.

## Dezvoltarea pelerinajelor
Pelerinii au început să meargă către sanctuarul marian încă din secolul al XII-lea. Un număr mai mare de pelerini este documentat începând din jurul anului 1330, atunci când un tribunal laic a impus o „Zellfahrt” (călătorie la Zell) ca ispășire pentru criminali. În anii următori tot mai mulți pelerini au venit din țările învecinate. După Contrareformă autoritățile habsburgice au transformat Mariazell într-un sanctuar imperial, adică aflat sub protecția Casei de Habsburg. Cu toate acestea, în 1783, împăratul Iosif al II-lea a desființat confreriile de la Mariazell, iar în 1787 a interzis complet pelerinajele realizate acolo. După retragerea timpurie a restricțiilor, sanctuarul marian de la Mariazell este vizitat astăzi de aproximativ un milion de pelerini în fiecare an.
Din anul 2009 este punct de plecare pe Via Mariae, care merge până la Șumuleu Ciuc și Mănăstirea Putna.

## Legende
Există trei legende principale cu privire la fondarea sanctuarului Mariazell și la dezvoltarea sa. Legenda fondării orașului spune că, în 1157, călugărul Magnus de la Mănăstirea Sf. Lambertus a fost trimis ca preot în zona actualului oraș. Atunci când drumul său a fost blocat de o stâncă, el a pus jos statueta mariană pe care o adusese cu el, iar stânca s-a spart și a lăsat liber drumul lui Magnus. El s-a oprit în apropiere, a pus statueta pe un trunchi de copac și a construit o celulă din lemn, care a servit atât pe post de capelă, cât și de chilie.
Cea de-a doua legendă relatează cum margraful Heinrich al Moraviei și soția sa, după vindecarea de o gută severă cu ajutorul Sfintei Fecioare de la Mariazell, au efectuat un pelerinaj în acel loc în jurul anului 1200. Acolo ei au construit prima biserică de piatră pe locul capelei din lemn.
Cea de-a treia legendă amintește de o luptă victorioasă a regelui maghiar Ludovic I cu o armată turcească superioară numeric. În semn de mulțumire, el a construit biserica în stil gotic și înzestrat-o cu pictura „Schatzkammerbild” (Imaginea prețioasă), pe care a văzut-o așezată pe pieptul lui într-un vis.
Bazilica de la Mariazell a fost recent selectată ca motiv principal al unei monede de colecție: moneda comemorativă austriacă dedicată Bazilicii de la Mariazell, emisă pe 9 mai 2007. Moneda arată fațada bazilicii cu turnul central gotic, flancat de două turnuri în stil baroc.

## Imagini

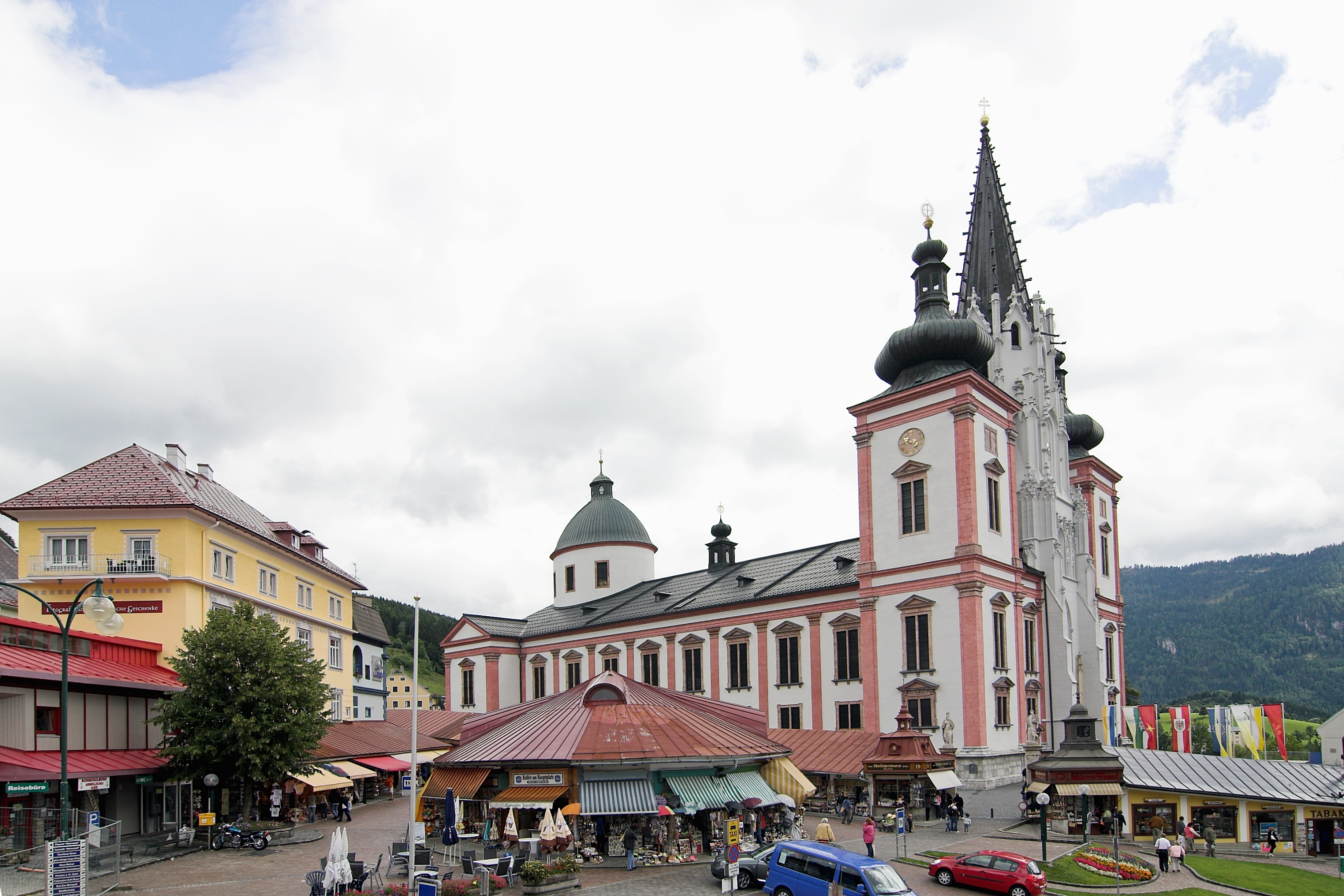
Bazilica de la Mariazell
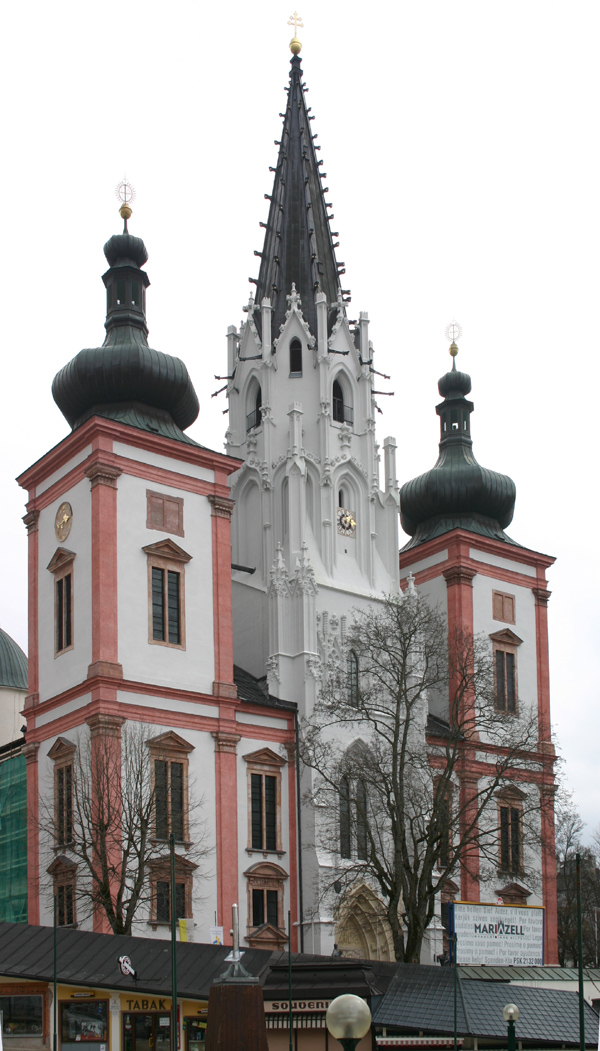
Bazilica de la Mariazell
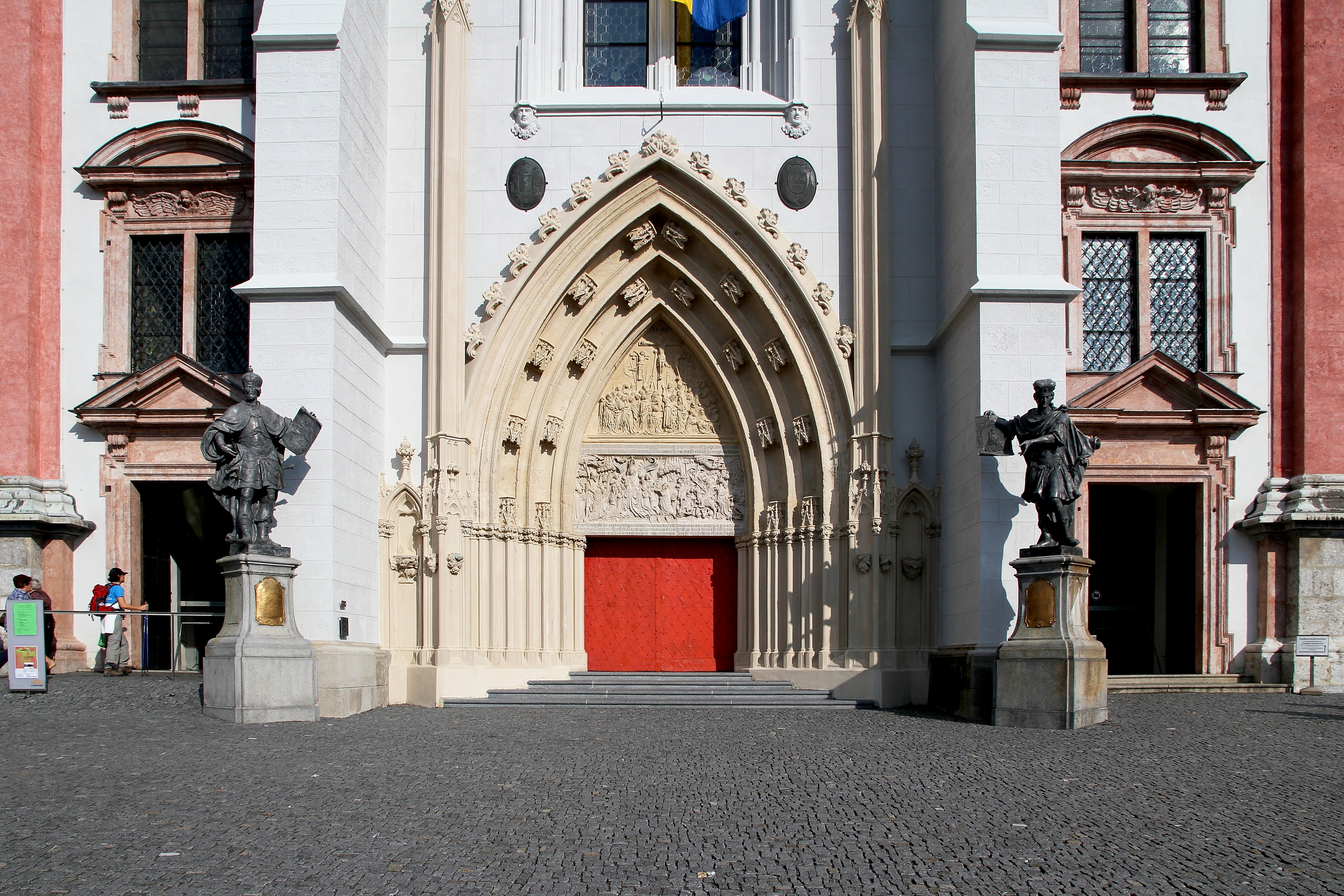
Portalul gotic
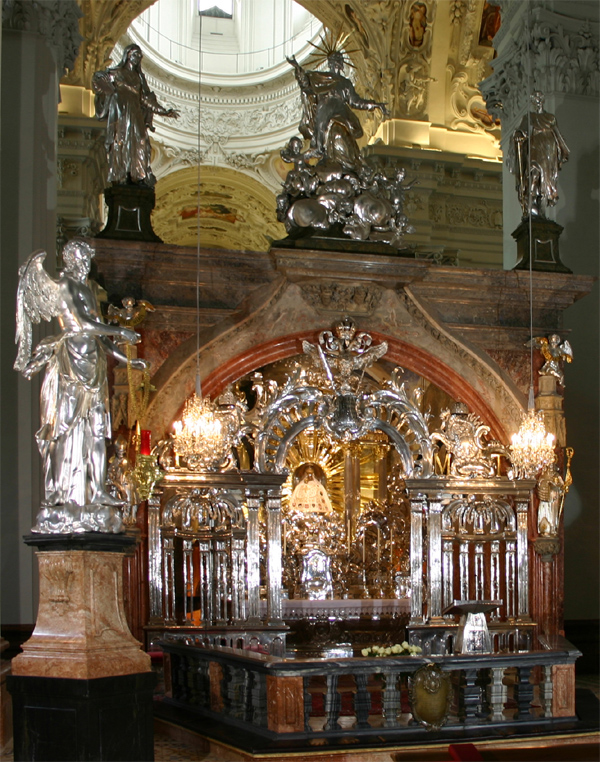
Capela Harului
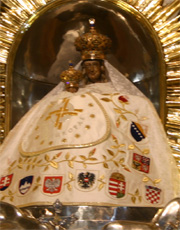
Magna Mater Austriae
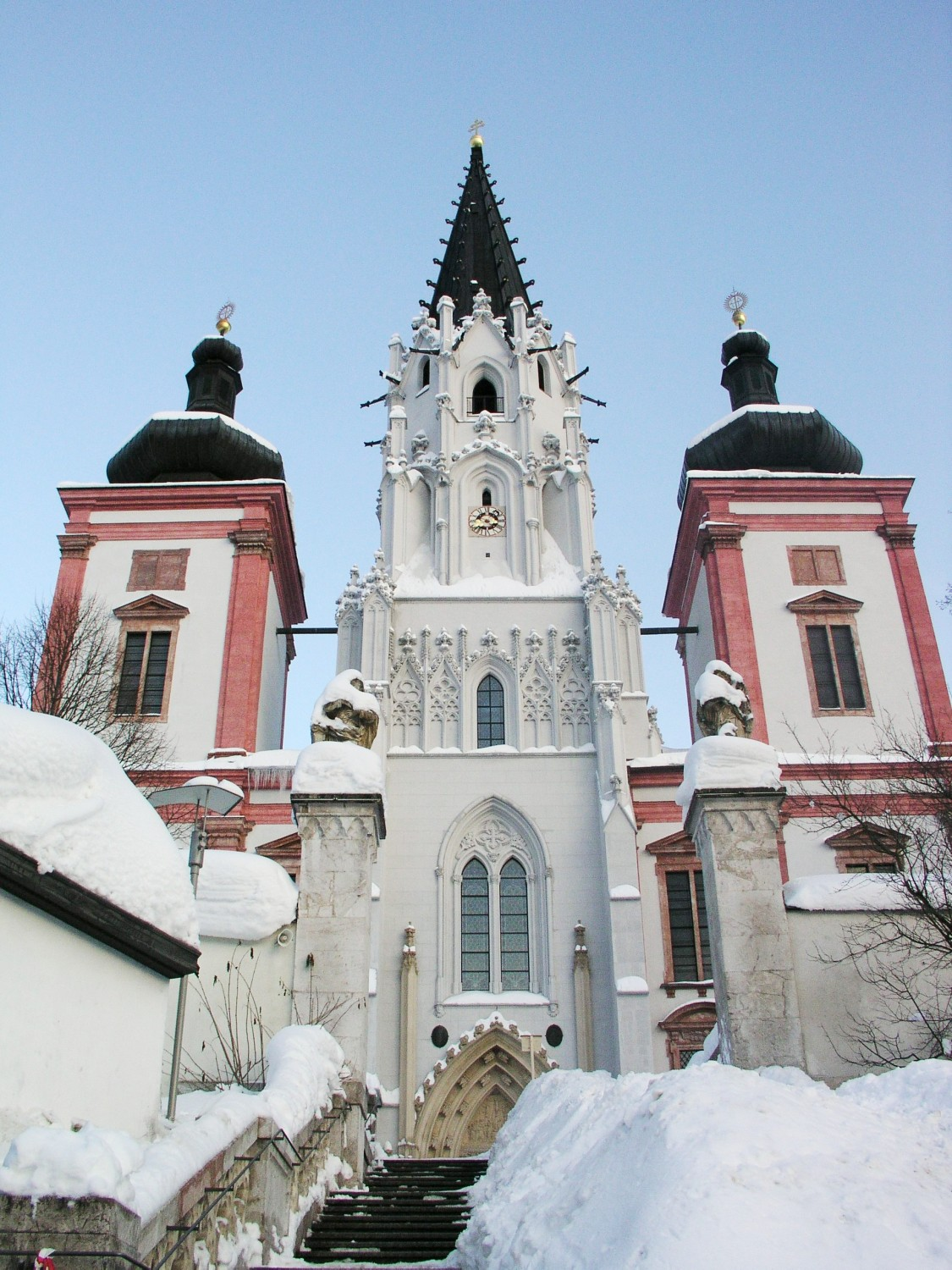
Bazilica de la Mariazell